# Saint-Aubin-de-Médoc
Saint-Aubin-de-Médoc é uma comuna francesa na região administrativa da Nova Aquitânia, no departamento da Gironda. Estende-se por uma área de 34,66 km². Em 2010 a comuna tinha 7 626 habitantes (densidade: 220 hab./km²).